# Niai Buthi
Niai Buthi ist eine archäologische Ausgrabungsstätte im heutigen Pakistan in der Provinz Belutschistan, bei Bela. Es handelt sich um einen ca. 13 m hohen und 13 Hektar großen Hügel, dessen Besiedlungsreste in das dritte Jahrtausend v. Chr. datieren. Es fanden sich Reste von Architektur aus Lehm und Stein. Das Fragment eines Chloritgefäßes deutet auf Handelsbeziehungen mit dem Westen. Die Keramik gehört verschiedenen Kulturen an. Es fand sich Nal-Keramik, Torgau B und Kechi-Beg-Keramik und solche der Kulli-Kultur.